# Cyathea nanna
Cyathea nanna är en ormbunkeart som först beskrevs av Barrington, och fick sitt nu gällande namn av David Bruce Lellinger. Cyathea nanna ingår i släktet Cyathea och familjen Cyatheaceae. Inga underarter finns listade.